# 飯田優也
飯田 優也（いいだ ゆうや、1990年11月27日 - ）は、兵庫県神戸市出身の元プロ野球選手（投手）。左投左打。
実兄は元プロ野球選手の飯田一弥。

## 経歴

### プロ入り前
4歳の頃、阪神・淡路大震災により西宮市の自宅で被災。猫に起こされ難を逃れたが、仮設住宅住まいを経験し、その後愛媛県の祖母の家で4年間を過ごす。
神戸弘陵高時代、背番号13で登録された3年時の夏に東兵庫予選大会決勝（この年は90回記念大会により兵庫を東西に分けて2校選出。）に進出したが、報徳学園に延長12回サヨナラ負けで準優勝だった。登板は3回戦の伊丹高等学校戦での中継ぎ1試合のみで、地元・甲子園球場での全国大会とは無縁であった。
高校卒業後は、北海道学生野球連盟に加盟する東京農業大学北海道オホーツク硬式野球部（進学時は東京農業大学生物産業学部硬式野球部）へ進学。進学後は1年時春からリーグ戦に出場。 3年時春のリーグ戦で優勝して大学選手権出場を果たし、神宮球場のマウンドを経験したが、初戦の横浜商科大学戦では6回一死二・三塁の場面で救援するものの、2点適時打を打たれ救援失敗。 先発した慶應義塾大学戦では制球が乱れ先頭から2連続四球、結局適時打を許し一死も取れずKOされ敗戦投手になった。
2012年のNPB育成ドラフト会議で、実兄・一弥の在籍する福岡ソフトバンクホークスから3巡目で指名。育成選手として入団した。東京農業大学北海道オホーツク硬式野球部の選手がNPBドラフト会議で指名された事例は、2005年の育成ドラフト会議で小斉祐輔がソフトバンクからの指名で入団して以来7年ぶりであった。入団当初の背番号は131で、自身と同じ育成選手であった一弥と区別するために、ユニフォームの背ネームには「Y.IIDA」という表記が用いられた。

### ソフトバンク時代

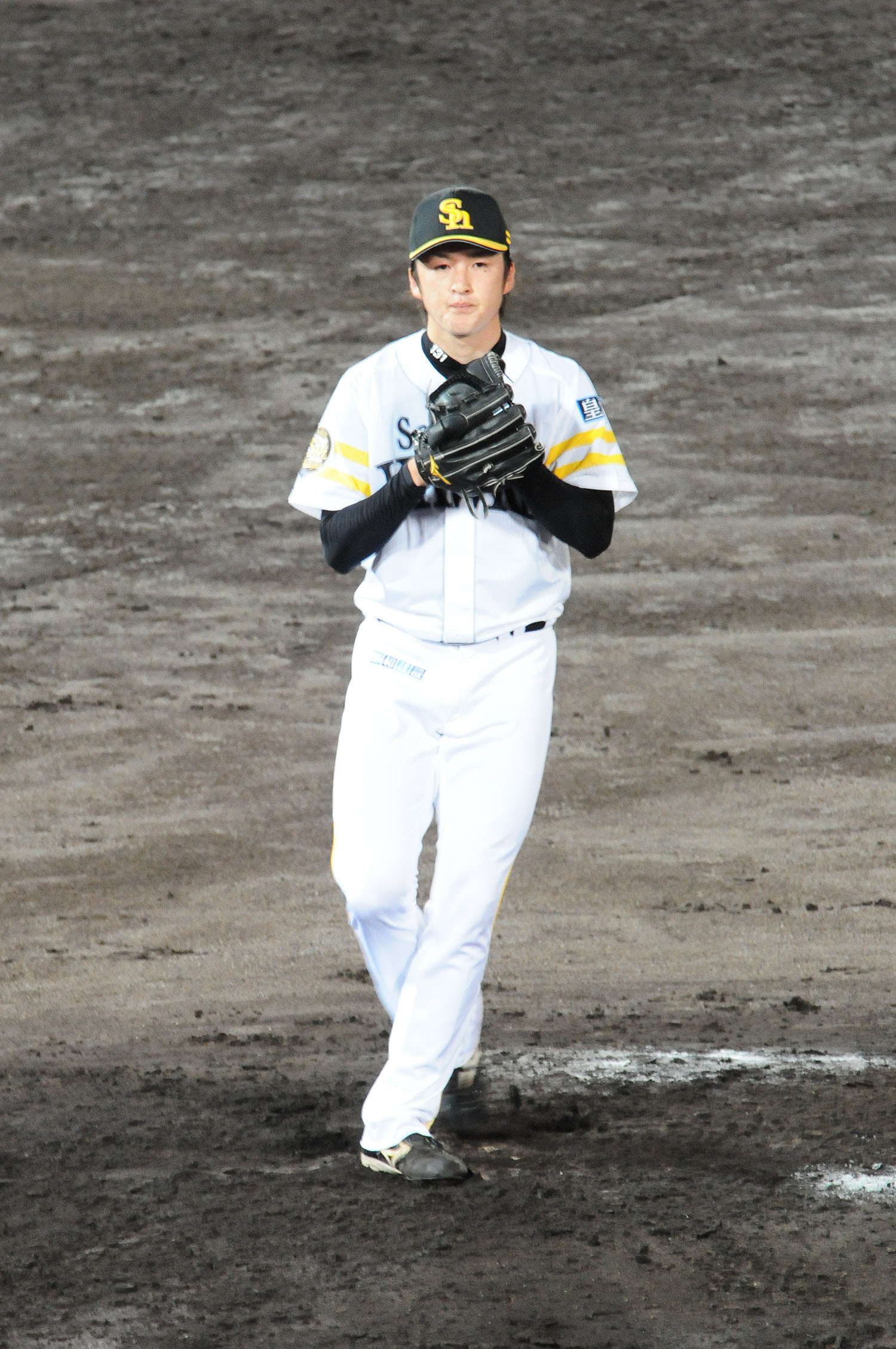
ソフトバンク時代
（2013年7月18日、こまちスタジアムにて）

2013年は、二軍公式戦において20試合に登板し54回1/3を投げ、1勝2敗、防御率2.32の成績を残す。三軍戦では19試合に登板した。シーズンオフにプエルトリコのウィンターリーグに参加し、8試合先発登板し、2勝1敗、防御率3.13の成績を残した。
2014年の前半は二軍の先発ローテーションとして防御率1.63と安定した投球をする。5月11日に支配下選手登録され、背番号は42へ変更となった。6月11日のセ・パ交流戦、対中日ドラゴンズ戦で2点ビハインドの8回から4番手として救援で出場し初登板、1回投げて打者を三者凡退にしとめた。6月15日のセ・パ交流戦、対横浜DeNAベイスターズ戦で初先発、4回に1点援護を貰い、5回まで無失点に抑えていたが、6回に先頭から連続四球を出し降板、2番手の森福允彦がアーロム・バルディリスに逆転適時二塁打を打たれ敗戦投手となった。5回0/3を投げて打者21人に対し4被安打6奪三振2四球2失点だった。6月22日、7勝でチーム勝ち頭の中田賢一が前回登板で右膝に打球を受け出場選手登録を抹消されたため、未勝利ながら監督の秋山幸二により、セ・パ交流戦の優勝がかかった対読売ジャイアンツ戦の先発に抜擢された。しかし、立ち上がりを攻められ1回と1/3を投げ、4安打6失点で敗戦投手となった。7月30日、山形県野球場にて行われた対東北楽天ゴールデンイーグルス戦で先発し、6回を投げ打者23人に対し3被安打2四球4奪三振、無失点の内容でプロ初勝利を挙げた。9月5日、対埼玉西武ライオンズ戦に先発し、自己最長の7回を投げ、2被安打2四球9奪三振1失点と好投し、本拠地福岡ヤフオク!ドーム初勝利となる2勝目を挙げた。ウエスタン・リーグでは東浜巨らとともに9勝を挙げ最多勝利投手となり、リーグ優勝に貢献した。
2015年は先発から中継ぎ投手に転向、3月29日の対千葉ロッテマリーンズ戦でシーズン初登板するも、4月8日の対楽天戦でサヨナラ負けを喫するなど、11試合で防御率6.28と状態が上がらず、5月25日に一軍選手登録から外れた。しかし、ファームでの調整を経て、7月20日に一軍登録されると、24試合で4ホールドを挙げるなど、チームの連覇に貢献した。成績は、中継ぎとして35試合に登板、41回1/3を投げ、0勝1敗4ホールド、防御率は3.48だった。
2016年は年間50試合の登板を目標に掲げ、開幕を一軍で迎える。5月27日の対オリックス・バファローズ戦では、中継ぎ投手として2回2/3を投げ、シーズン初勝利を挙げる。しかし、8月21日の対北海道日本ハムファイターズ戦において、一死もとれずに降板するなど安定感を欠き、二軍へ降格した。シーズンを通して30試合に登板、41イニング、1勝0敗4ホールド、防御率は3.29の成績を残した。
2017年、FA移籍したポスト森福允彦として、オープン戦2試合で無失点など、嘉弥真新也と左腕中継ぎ投手の開幕一軍登録枠を争うが、開幕一軍入りを果たせなかった。4月23日の対楽天戦で同年一軍公式戦初登板を迎える。その後17試合に登板し、0勝0敗2ホールド、防御率2.79のまずまずの成績を残すが、制球が安定せず、6月28日に一軍選手登録を抹消される。抹消中にウエスタン・リーグ公式戦11試合で防御率1.93と好調だったことから、7月26日に一軍へ復帰。しかし、復帰後の登板機会はわずか2試合で、シーズン全体でも19試合で2ホールドを挙げただけだった。
2018年、前半戦を終了した時点で、一軍公式戦への登板が1試合にとどまっていた。

### 阪神時代
2018年7月26日に、松田遼馬との交換トレードで阪神タイガースへ移籍した。背番号は、移籍前まで松田が着用していた56。移籍後の一軍公式戦登板は、8月26日の対読売ジャイアンツ（巨人）戦（東京ドーム）のみで、先発に起用されたものの3回4失点という内容に終わった。
2019年、春季キャンプから一軍に帯同すると、中継ぎ要員として、ソフトバンク時代の2016年以来3年ぶりに開幕一軍入りを果たした。開幕後は一軍公式戦1試合に投げただけで、4月4日に出場選手登録をいったん抹消されたが、7月26日に再び登録。7月27日の対巨人戦（東京ドーム）に同点で迎えた延長10回裏の二死一・二塁から登板すると、サヨナラ負けのピンチを凌いだ後にチームが勝ち越したため、一軍公式戦としては自身3年ぶりの勝利を挙げた。
2020年、春季キャンプは一軍に帯同したが開幕一軍を逃す。開幕後も一軍公式戦での登板はなかった。

### オリックス時代
2020年8月28日に小林慶祐との交換トレードでオリックス・バファローズへの移籍が発表された。背番号は39。9月2日のソフトバンク戦（京セラドーム）にて、古巣相手に移籍後初登板し1回無失点に抑えると、9月6日の楽天戦（楽天生命パーク）でも2点リードの場面で登板し1回を無失点に抑え移籍後初勝利を挙げた。
2021年10月5日、戦力外通告を受けた。

### オリックス退団後
オリックス退団後は大阪にバーを開店した。

## 選手としての特徴・人物
オーバースローで投げ下ろす最速146km/hのストレートと、スライダーを軸に、カーブやフォークも投げられる。プロ入り後にはチェンジアップを習得し、以降得意球としている。
2017年6月に福岡ヤフオク!ドームに住み着き保護された野良猫の子猫を「ニャーゴ」と名付け自宅で飼い始めた。しかし、猫アレルギーということが判明し、知人に譲った。

## 詳細情報

### 年度別投手成績
| 年 度     | 球 団        | 登 板 | 先 発 | 完 投 | 完 封 | 無 四 球 | 勝 利 | 敗 戦 | セ 丨 ブ | ホ 丨 ル ド | 勝 率 | 打 者 | 投 球 回 | 被 安 打 | 被 本 塁 打 | 与 四 球 | 敬 遠 | 与 死 球 | 奪 三 振 | 暴 投 | ボ 丨 ク | 失 点 | 自 責 点 | 防 御 率 | W H I P |
| --------- | ------------ | ----- | ----- | ----- | ----- | -------- | ----- | ----- | -------- | ----------- | ----- | ----- | -------- | -------- | ----------- | -------- | ----- | -------- | -------- | ----- | -------- | ----- | -------- | -------- | ------- |
| 2014      | ソフトバンク | 12    | 11    | 0     | 0     | 0        | 2     | 5     | 0        | 0           | .286  | 244   | 58.1     | 47       | 5           | 29       | 0     | 0        | 59       | 3     | 1        | 23    | 21       | 3.24     | 1.30    |
| 2015      | ソフトバンク | 35    | 0     | 0     | 0     | 0        | 0     | 1     | 0        | 4           | .000  | 176   | 41.1     | 30       | 3           | 22       | 2     | 1        | 44       | 2     | 0        | 16    | 16       | 3.48     | 1.26    |
| 2016      | ソフトバンク | 30    | 0     | 0     | 0     | 0        | 1     | 0     | 0        | 4           | 1.000 | 174   | 41.0     | 36       | 3           | 14       | 0     | 1        | 35       | 4     | 0        | 15    | 15       | 3.29     | 1.22    |
| 2017      | ソフトバンク | 19    | 0     | 0     | 0     | 0        | 0     | 0     | 0        | 2           | ----  | 98    | 22.1     | 18       | 2           | 15       | 0     | 2        | 17       | 2     | 0        | 6     | 6        | 2.42     | 1.48    |
| 2018      | ソフトバンク | 1     | 0     | 0     | 0     | 0        | 0     | 0     | 0        | 0           | ----  | 3     | 0.1      | 0        | 0           | 1        | 0     | 1        | 0        | 0     | 0        | 2     | 2        | 54.00    | 10.00   |
| 2018      | 阪神         | 1     | 1     | 0     | 0     | 0        | 0     | 0     | 0        | 0           | .---  | 16    | 3.0      | 5        | 1           | 2        | 0     | 0        | 3        | 0     | 0        | 4     | 4        | 12.00    | 2.33    |
| '18計     | 阪神         | 2     | 1     | 0     | 0     | 0        | 0     | 0     | 0        | 0           | .---  | 19    | 3.1      | 5        | 1           | 3        | 0     | 1        | 3        | 0     | 0        | 6     | 6        | 16.20    | 2.40    |
| 2019      | 阪神         | 3     | 0     | 0     | 0     | 0        | 1     | 0     | 0        | 0           | 1.000 | 20    | 3.1      | 5        | 0           | 5        | 0     | 0        | 6        | 0     | 0        | 4     | 4        | 10.80    | 3.00    |
| 2020      | オリックス   | 4     | 0     | 0     | 0     | 0        | 1     | 0     | 0        | 0           | 1.000 | 24    | 4.0      | 11       | 0           | 1        | 1     | 0        | 5        | 1     | 0        | 7     | 7        | 15.75    | 3.00    |
| 通算：7年 | 通算：7年    | 105   | 12    | 0     | 0     | 0        | 5     | 6     | 0        | 10          | .455  | 755   | 173.2    | 152      | 14          | 89       | 3     | 5        | 169      | 12    | 1        | 77    | 75       | 3.89     | 1.39    |

- 2021年度シーズン終了時

### 年度別守備成績
| 年 度 | 球 団        | 投手  | 投手  | 投手  | 投手  | 投手  | 投手     |
| 年 度 | 球 団        | 試 合 | 刺 殺 | 補 殺 | 失 策 | 併 殺 | 守 備 率 |
| ----- | ------------ | ----- | ----- | ----- | ----- | ----- | -------- |
| 2014  | ソフトバンク | 12    | 2     | 9     | 0     | 1     | 1.000    |
| 2015  | ソフトバンク | 35    | 0     | 4     | 0     | 0     | 1.000    |
| 2016  | ソフトバンク | 30    | 0     | 7     | 1     | 0     | .875     |
| 2017  | ソフトバンク | 19    | 2     | 3     | 0     | 0     | 1.000    |
| 2018  | ソフトバンク | 1     | 0     | 1     | 0     | 0     | 1.000    |
| 2018  | 阪神         | 1     | 0     | 1     | 0     | 0     | 1.000    |
| '18計 | 阪神         | 2     | 0     | 2     | 0     | 0     | 1.000    |
| 2019  | 阪神         | 3     | 0     | 0     | 0     | 0     | ----     |
| 2020  | オリックス   | 4     | 1     | 1     | 0     | 0     | 1.000    |
| 通算  | 通算         | 105   | 5     | 26    | 1     | 1     | .969     |

- 2021年度シーズン終了時

### 記録
初記録
- 初登板：2014年6月11日、対中日ドラゴンズ3回戦（福岡 ヤフオク!ドーム）、8回表に4番手で救援登板、1回無失点[44]
- 初先発：2014年6月15日、対横浜DeNAベイスターズ4回戦（福岡 ヤフオク!ドーム）、5回0/3を4安打2失点で敗戦投手
- 初奪三振：同上、2回表に筒香嘉智から空振り三振
- 初勝利・初先発勝利：2014年7月30日、対東北楽天ゴールデンイーグルス13回戦（荘内銀行・日新製薬スタジアムやまがた）、6回無失点

### 背番号
- 131（2013年 - 2014年5月10日）
- 42（2014年5月11日 - 2018年7月26日）
- 56（2018年7月27日 - 2020年8月27日）
- 39（2020年8月28日 - 2021年）

### 登場曲
- 「Propuesta Indecente」Brava HitMakers（2014年）
- 「ゲレンデがとけるほど恋したい」広瀬香美（2015年）
- 「西新宿の親父の唄」長渕剛（2015年）
- 「MOVE」MINMI（2016年）
- 「愛のために」奥田民生（2017年）
- 「the next episode」ドクター・ドレー（2017年 - 2018年）
- 「This is Me」Keala Settle（2019年）
- 「ドラゴンクエスト 序曲」東京弦楽合奏団（2020年 - ）